# Мишел Сулејман
Мишел Сулејман (арап. ميشال سليمان‎; Амшит, 22. новембар 1948) — либански политичар. Обављао је функицју председника Либана од 2008. до 2014. године. Пре него што је изабран за председника, био је главнокомандујући оружаних снага Либана. Пошто је претходни главнокомандујући оружаних снага Емил Лахуд изабран за председника 1998, Сулејман га је наследио на месту главнокомандујућег оружаних снага децембра те године. Сулејман је изабран за председника и положио је заклетву 25. маја 2008. године.